# Nicolás Sanguinetti
Nicolás Sanguinetti Parodi (Montevideo, Uruguay, 13 de abril de 1992) es un futbolista uruguayo. Juega de defensor y su actual equipo es Club Atlético Torque de la Segunda División Profesional de Uruguay de Uruguay.

## Clubes
| Club                                | País      | Año             |
| ----------------------------------- | --------- | --------------- |
| Club de Gimnasia y Esgrima La Plata | Argentina | 2012 - 2014     |
| Central Español Fútbol Club         | Uruguay   | 2014 - 2015     |
| Centro Atlético Fénix               | Uruguay   | 2015            |
| Club Atlético Torque                | Uruguay   | 2015 - Presente |